# سازه‌های آبی شوشتر
سیستم آبی تاریخی شوشتر (به انگلیسی: Shushtar Historical Hydraulic System) که به نام سازه‌های آبی تاریخی شوشتر نیز نامیده می‌شود، مجموعه‌ای به هم پیوسته از ۱۳ اثر تاریخی شامل پل‌ها، بندها، آسیاب‌ها، آبشارها، کانال‌های دست‌کند و تونل‌های عظیم هدایت آب است. این ۱۳ اثر به‌صورت یک سیستم واحد هیدرولیکی و در ارتباط با یکدیگر کار می‌کنند و در دوران هخامنشیان تا ساسانیان، جهت بهره‌گیری بیشتر از آب ساخته شده‌اند. در سفرنامه مادام ژان دیولافوآ باستان‌شناس نامدار فرانسوی از این محوطه به عنوان بزرگ‌ترین مجموعه صنعتی پیش از انقلاب صنعتی یاد شده است. این ۱۳ اثر تاریخی به فاصله کمی از یکدیگر در محدوده شهر شوشتر واقع شده‌اند که با احراز معیارهای ۱، ۲ و ۵، با عنوان سیستم آبی تاریخی شوشتر به صورت یکجا به عنوان دهمین اثر ایران در فهرست میراث جهانی یونسکو با شماره ۱۳۱۵ به ثبت رسیده‌اند. در برخی وبسایتهای غیرایرانی از تصویر سازهای آبی شوشتر برای معرفی ایران استفاده شده است.

## فهرست اجزای سازه‌های آبی شوشتر

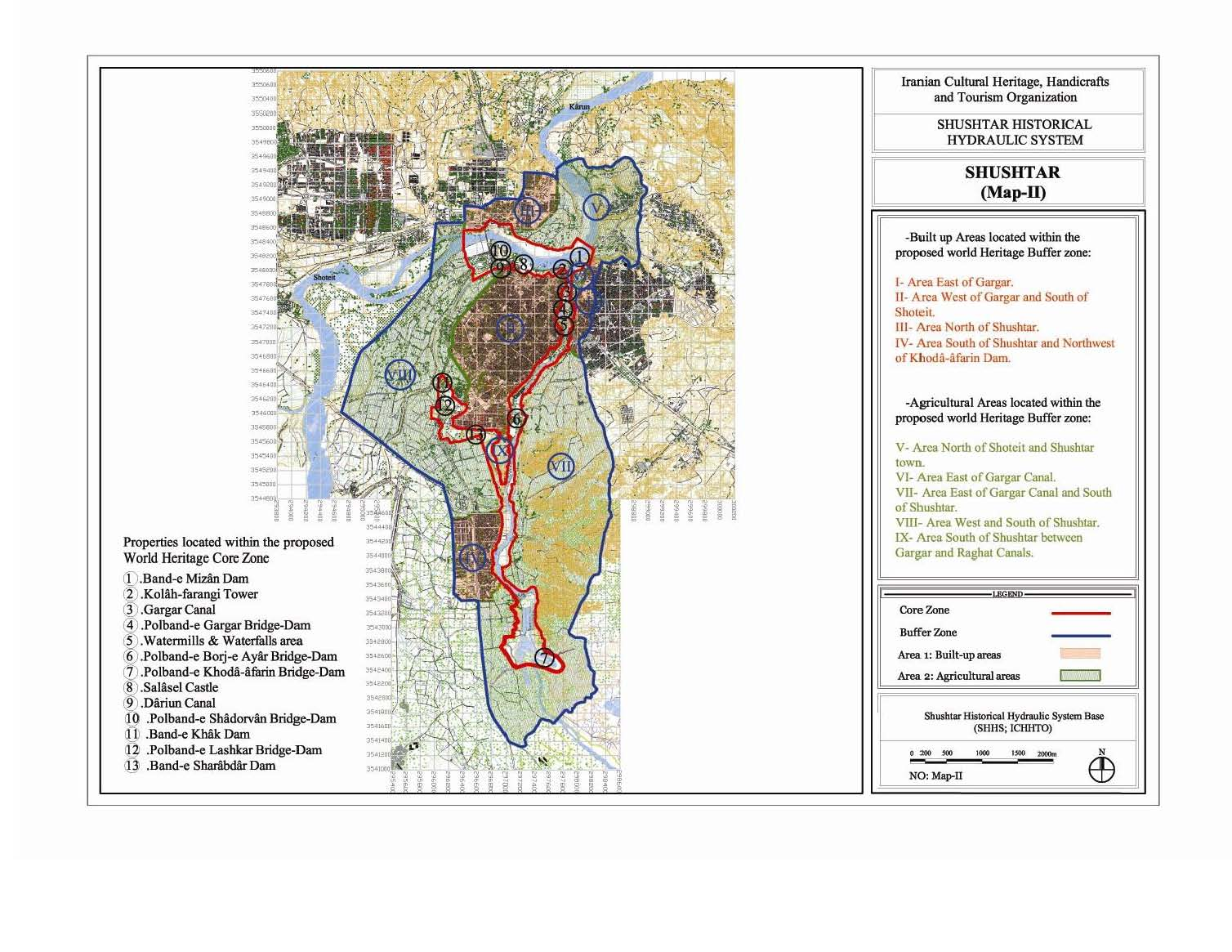
محل قرارگیری اجزای سازه‌های آبی شوشتر در سطح شهر شوشتر

آثار باستانی زیر به عنوان دهمین اثر ایران با عنوان سیستم آبی تاریخی شوشتر به صورت یکجا در فهرست میراث جهانی یونسکو با شماره ۱۳۱۵ به ثبت رسیده‌اند:
1. بند میزان
2. برج کلاه فرنگی
3. رودخانه دست کند گرگر
4. پل بند گرگر
5. مجموعه آبشارها و آسیابهای آبی
6. بند برج عیار و نیایشگاه صابئین
7. بند ماهی بازان شوشتر (بند خداآفرین)

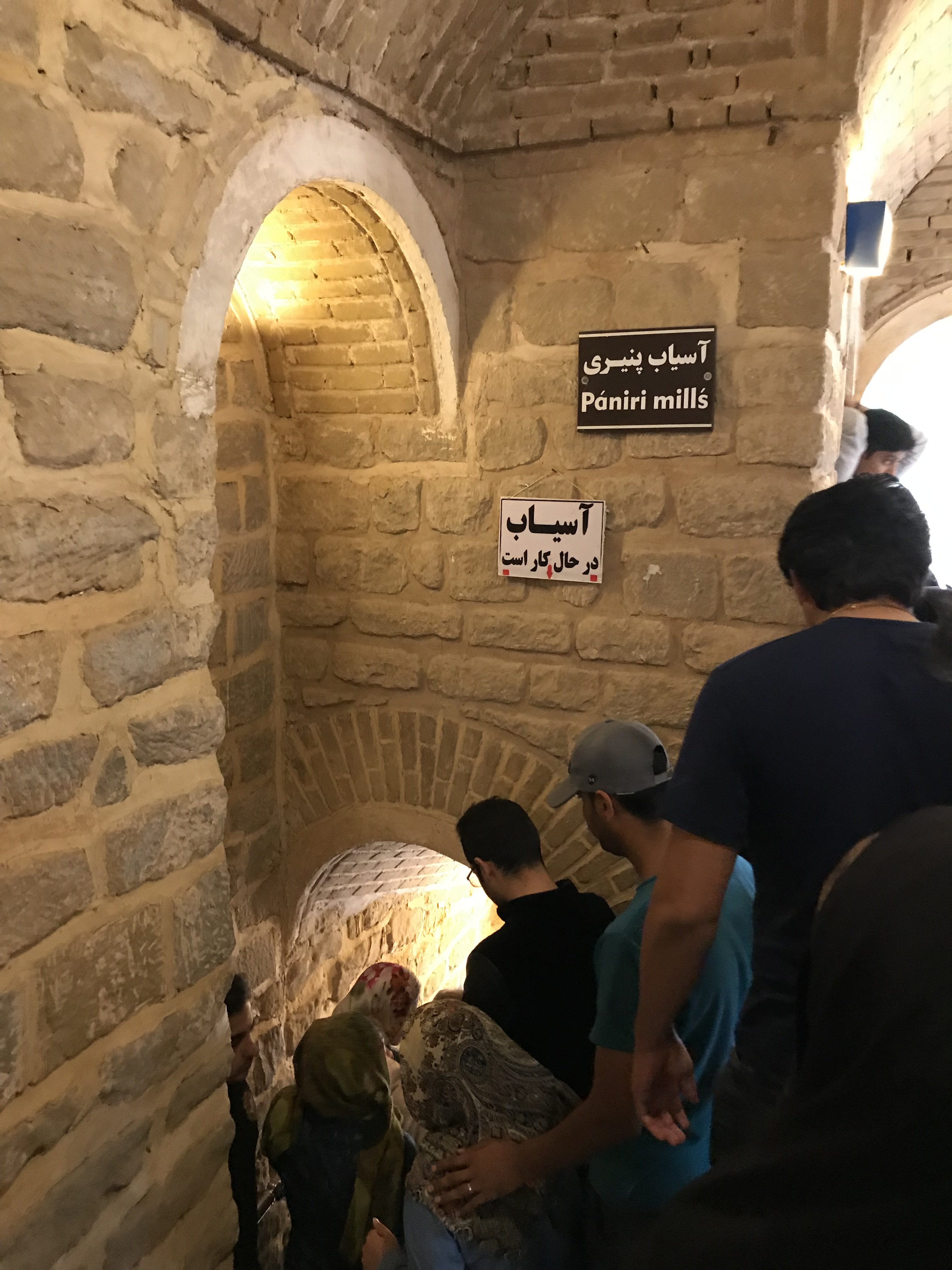
صف گردشگران برای بازدید از آسیاب‌های آبی درحال کار، یکی از اجزای ۱۳ گانه سازه‌های آبی تاریخی شوشتر، فروردین ۱۳۹۸

8. قلعه سلاسل
9. نهر داریون
10. پل بند شادروان
11. بند خاک
12. پل بند لشکر و پل شاه علی
13. بند شرابدار

## تاریخچه ثبت در فهرست میراث جهانی یونسکو
با تشکیل پایگاه سازه‌های آبی و گسترش فعالیت‌های پژوهشی پیرامون این سازه‌ها ابتدا پرونده مجموعه آسیاب‌های شوشتر که سال‌ها در لیست پیشنهادی ثبت جهانی ایران قرار داشت، تهیه گردید. اما به پیشنهاد و نظر کارشناسان میراث جهانی یونسکو مبنی بر اینکه محوطه آسیاب‌ها تنها بخشی از مجموعه به‌هم پیوسته سازه‌های آبی در شوشتر است تهیه پرونده منظومه آبی تاریخی شوشتر در دستور کار قرار گرفت. این پرونده پس از تکمیل و رقابت موفقیت‌آمیز در مقایسه با آثار پیشنهادی دیگر، از سوی سازمان میراث فرهنگی کشور به عنوان دهمین اثر ایران به کمیته میراث جهانی یونسکو ارائه شد.
سرانجام در نشست سالانه اعضای این کمیته در ۲۶ ژوئن ۲۰۰۹ (‎۵ تیر ۱۳۸۸) در شهر سویل اسپانیا، این پرونده با احراز معیارهای ۱، ۲ و ۵ با عنوان سیستم آبی تاریخی شوشتر در فهرست میراث جهانی یونسکو با شماره ۱۳۱۵ به ثبت رسید.

## سازه‌های شوشتر

### بند میزان
بند میزان یک اثر بسیار مهم در مجموعه بناهای آبی تاریخی شوشتر است که رودخانه کارون را به دو شاخه شطیط و گرگر با نسبت مشخص ۴ دانگه و ۲ دانگه تقسیم می‌کند. این بند با شماره ۲۳۳۱ در فهرست آثار ملی به ثبت رسیده است.

### برج کلاه فرنگی
بقایای برج ۸ ضلعی در کنار رود شطیط است که بر فراز تپه کوتاهی مشرف به بند میزان ساخته شده است. مردم شوشتر این بنا را کلاه فرنگی می‌نامند و بر این باورند جای دیده‌بانی بر پهنه رودخانه و نظارت بر کار کارگران بوده است، بنا به نظریه دیگری از این برج بر مقدار و شدت جریان رودخانه نظارت می‌شده است.

### نهر گرگر
نهر گرگر آب‌راهی ساختگی از رود کارون است که در دوره هخامنشیان تا دوره ساسانیان حفر شده و در شمال شهر شوشتر توسط بند میزان از رود کارون جدا می‌شود و راه جنوب را در پیش می‌گیرد. این نهر با شماره ۱۷۵۹۹ در فهرست آثار ملی به ثبت رسیده است.

### مجموعه آبشارها و آسیاب‌های آبی
مجموعه آبشارها و آسیاب‌های آبی بزرگ‌ترین و پربازدیدترین بخش سیستم آبی تاریخی شوشتر (سازه‌های آبی تاریخی شوشتر) است. در این مجموعه باستانی تعداد قابل توجهی آسیاب آبی وجود دارد و نمونه کامل و بزرگی از به‌کارگیری نیروی آب برای چرخاندن آسیاب‌ها را می‌توان در آن مشاهده نمود. این مجموعه از بی‌مانندترین نمونه‌هایی است که جهت استفاده بهینه از آب در ادوار کهن مورد بهره‌برداری قرار گرفته است.

### بند ماهی بازان (بند خداآفرین)
بند ماهی بازان در اراضی شهر تاریخی دستوا و به منظور بالا نگهداشتن سطح آب ساخته شده است. این بند با شماره ۴۲۰۷ در فهرست آثار ملی به ثبت رسیده است.

### قلعه سلاسل
قلعه سلاسل دژی بسیار بزرگ و دارای حیاط‌های مفصل و متعدد، سربازخانه‌ها، طویله‌ها، حمام‌ها، شبستان‌ها، برج‌ها، باغچه‌ها، قورخانه، نقاره خانه، حرم خانه، آشپزخانه، قاپی‌های متعدد، حوض‌های بزرگ، حصار و خندق بوده است. این قلعه مرکز کنترل نهر داریون و همچنین محل استقرار والی خوزستان بوده است. باوجود تخریب قسمت عمده این قلعه، بخش‌های باقیمانده چشمگیر و بسیار دیدنی هستند.

### نهر داریون
نهر داریون در دوره داریوش اول هخامنشی حفر شده و وظیفه آبیاری دشت میاناب شوشتر را داشته است. این نهر با شماره ۴۱۴۱ در فهرست آثار ملی به ثبت رسیده است.

### پل شادِروان (بند قیصر)
پل شادِروان شوشتر یا بند قیصر مربوط به دوران ساسانی است. به موجب روایات شرقی شاپور یکم شاهنشاه ساسانی پس از اسارت والریانوس امپراتور روم او را مجبور کرد که در ساخت پل بندشوشتر کار کند. فردوسی در شاهنامه خود ابیاتی را در وصف ساخت پل شادروان آورده است.

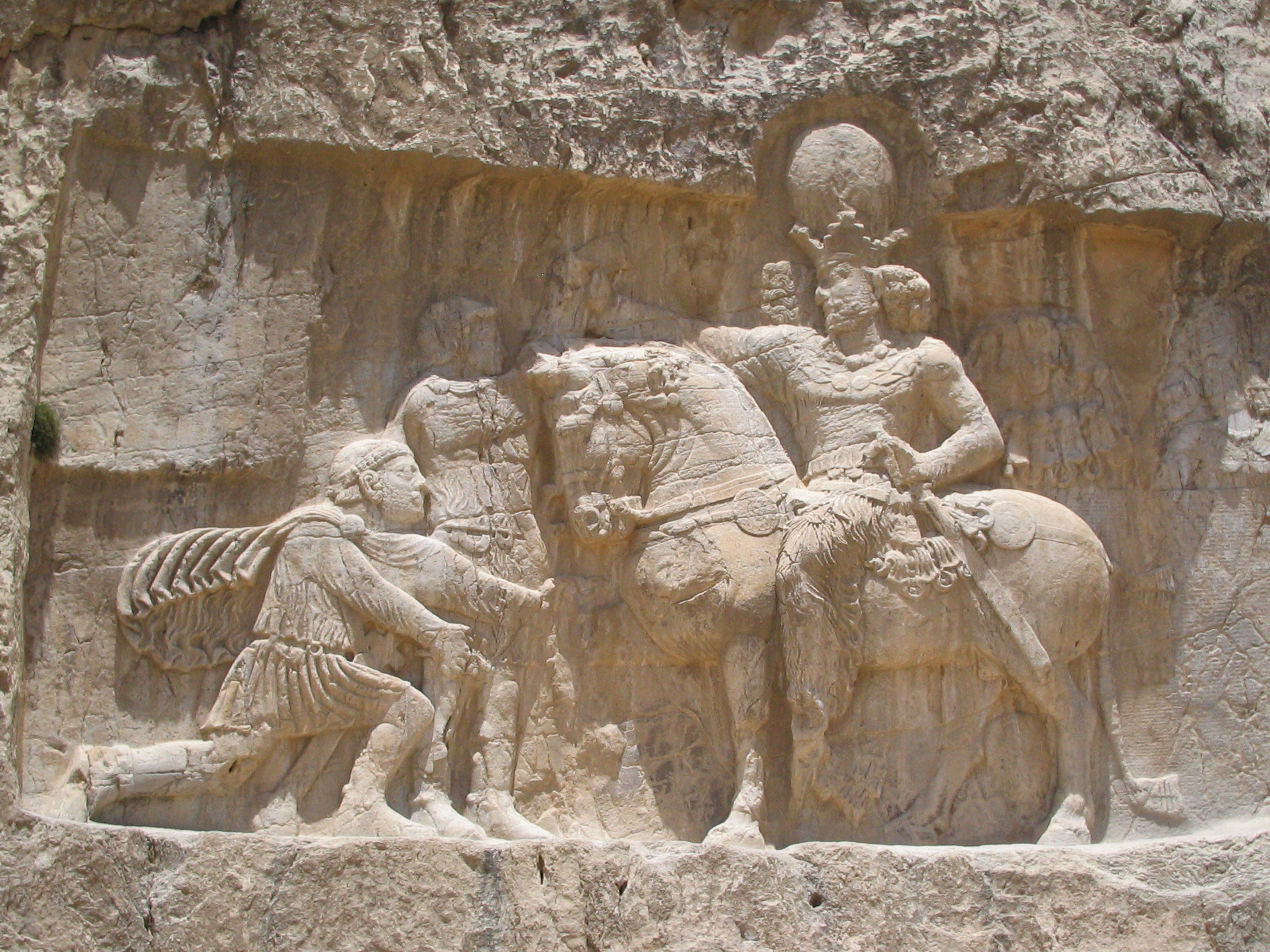
شاپور یکم ساسانی در نقش رستم. شاپور ساسانی از اسیران معمار رومی در ساخت پل شادروان در شوشتر استفاده کرد. این نقش، شکست والریانوس، امپراتور روم را به‌تصویر می‌کشد.

### پل بند لشکر
پل بند لشکر یا دروازه لشکر، یکی از دروازه‌های ششگانه تاریخی شوشتر بوده و هنوز آثاری از حصار شوشتر را در کنار این پل بند می‌توان دید. بر بلندای صخره‌ای مشرف به نواحی اطراف، یک بنای مذهبی به نام امامزاده عبدالله واقع است که بر روی معبد آناهیتا (الهه آب و باروری در ایران باستان) بنا شده است.

### پل بند شرابدار
بند شرابدار در منطقه شرابدار (کمیته سوخت) شوشتر و بر روی شاخه‌ای از نهر داریون موسوم به نهر رقط به صورت شرقی- غربی قرار گرفته است. این سازه را بین دو بنای آبی مهم پل بند لشکر و پل بند ماهی بازان شاهدیم که در ضلع جنوبی آن قسمتی از حصار شهر قرار گرفته است. این پل بند با شماره ۴۲۱۸ در فهرست آثار ملی به ثبت رسیده است.

### بند دختر
بند دختر در آخرین تنگهٔ کوهستانی که رود کارون از آن عبور می‌کند، بنا شده است.

### بند دارا
بند دارا در منطقه میاناب و بر روی رود گرگر ساخته شده و مربوط به دوران هخامنشیان است.

## سازه‌های شوشتر در نگاه سیاحان
یکی از سفرنامه نویسان مشهور که از عجایب شوشتر تعریف و تمجید کرده است ابن بطوطه است او در این شهر با علمایی ملاقات نموده که از علم و دانش آن‌ها شگفت زده شده است او از شوشتر با نام عربی شده و معرب توستر یا تُستُر نام برده است. او همچنین از عظمت پل‌های شوشتر نام برده است.

## تهدیدها و تخریب‌ها

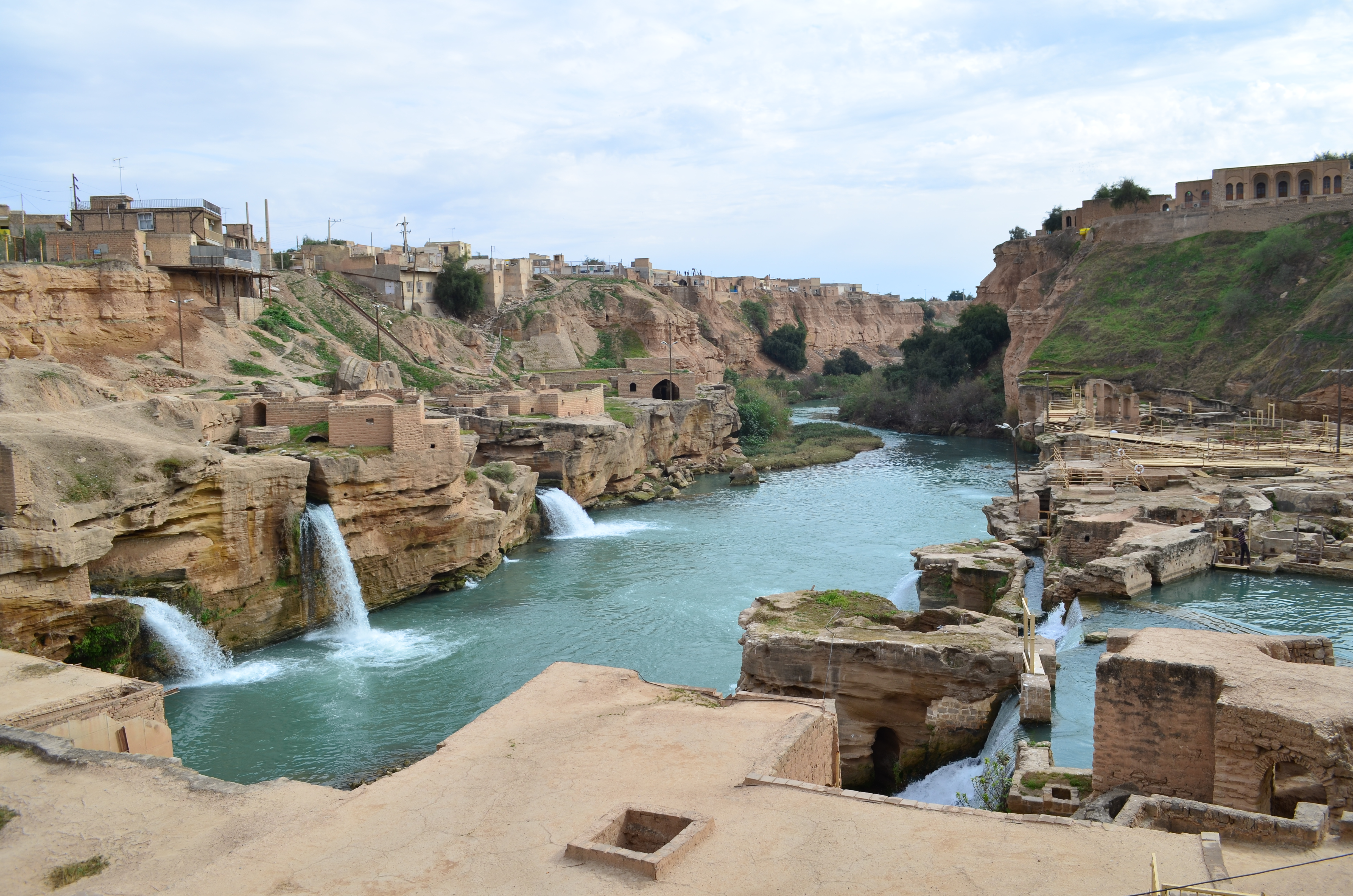
سازه‌های آبی شوشتر

با وجودی که سازه‌های آبی تاریخی شوشتر که به‌صورت سیستم هیدرولیکی واحد کار می‌کنند، از حدود ۲۰۰۰ سال پیش تاکنون پیوسته درحال کار بوده‌اند، در سال‌های اخیر وضعیت هشدار دهنده و تهدیدهای جدی برای این میراث جهانی پیش آمده که در صورت عدم چاره‌اندیشی به تخریب بخش‌های مهم این آثار میراث جهانی منجر می‌شود. بخشی از این تهدیدها به شرح زیر است:

### رانش دیواره غربیمجموعه آبشارها و آسیاب‌های آبی شوشتر
از دهه ۱۳۸۰ خورشیدی تاکنون هشدارهای بسیاری در مورد رانش دیواره غربی مجموعه آبشارها و آسیابهای آبی داده شده است، اما اقدام مشخصی برای کنترل آن صورت نگرفته است. در صورت ریزش این دیواره، تخریب آسیاب‌های آبی باستانی در این میراث جهانی حتمی است. تاکنون هیچ بررسی جامعی برای یافتن دلایل رانش و آغاز ریزش دیواره‌ها و ابنیه این میراث جهانی ذکر نشده، ولی از دلایل احتمالی این رانش به نشت آب و فاضلاب شهری از دیواره غربی این اثر و بارگذاری بیش از حد و احداث ساختمانهای جدید در نزدیکی این دیواره نام برده شده است. به‌دلیل احتمال فروریزی، بخش غربی این میراث جهانی به روی بازدیدکنندگان بسته شده است.

### تخریب در اثر عدم تأمین حقابه
عدم تأمین حقابه مجموعه آبشارها و آسیاب‌های آبی شوشتر به فرو ریزش برخی قسمتهای آن منجر شده است. به علاوه کاهش جریان آب کارون و شاخه دست‌ساز گرگر در اثر انتقال آب بین حوضه‌ای، برداشت بی‌رویه آب در این رودخانه و نوسانهای آب توسط بهره‌برداران سد تنظیمی گتوند در بالادست باعث شده تا جریان آب در برخی کانالهای باستانی به‌طور متناوب قطع و وصل شود. این نوسانات باعث شوک رطوبتی و خطر تخریب این کانالهای باستانی شده است.
به علاوه، کاهش دبی و پایین آمدن سطح آب رود کارون، ملات‌های ماسه‌سنگی طاق را سست کرده و موجب تخریب برخی از آنها شده است.

### ریزش تونل بلیتی
تونل باستانی بلیتی که آب را از رود گرگر به مجموعه آبشارها و آسیاب‌های آبی شوشتر منتقل می‌کند در سال‌های گذشته چند بار ریزش کرده است. تداخل تأسیسات شهری، کاهش شدید دبی کارون و کاهش رطوبت که باعث سستی ماسه‌سنگهای به کار رفته در این تونل می‌شود و همچنین ساخت ساختمان بر روی این تونل باستانی از دلایل این تخریبها اعلام شده است.

### ترک در بدنهبند میزان
در سال‌های اخیر ترک‌هایی بر بدنه این بند تاریخی پدیدار شده که می‌تواند مقدمه‌ای بر تخریب این میراث جهانی باشد.

### ریزشپل بند گرگر
دیواره شمالی پل بند گرگر در سال ۱۳۸۸ در اثر دستکاری غیراصولی فرو ریخت. در نزدیکی این دیواره گمانه‌های بزرگ و پرتعدادی حفر شده بود که باعث سست شدن و ایجاد ترک و شکاف در دیواره این پل بند تاریخی شده و در پی آن دیواره شمالی این پل بند فروریخت. پس از چند سال این پل بند تاریخی به منظور عبور و مرور خودروها تا حدی ترمیم شد اما هنوز به‌طور کامل ترمیم نشده و در مورد علت حفر عجیب این تعداد گمانه‌های بزرگ در پای این میراث جهانی هیچ توضیحی ارائه نشده است.

### دفع فاضلاب شهری
با وجودی که سالهاست تصفیه‌خانه فاضلاب شهری در شوشتر ساخته شده، اما سازمانهای سرپرست خطوط شبکه فاضلاب شهری را به تصفیه‌خانه متصل نکرده و فاضلاب شهری را بطورمستقیم به رودخانه باستانی گرگر که اغلب ابنیه میراث جهانی در آن قرار دارند تخلیه می‌کنند. این مسئله باعث افزایش آلودگی در مجاورت ابنیه سازه‌های آبی شوشتر و خسارت به آنها شده است. ضمناً نشت از خطوط لوله فرسوده شبکه آب و فاضلاب شهری باعث رانش و تخریب سازه‌های آبی شوشتر شده است.

### تخریب قلعه سلاسل
قلعه سلاسل تا اواخر دوره قاجار مرکز حکومتی شوشتر و استانداری خوزستان بوده و مرکز مدیریت آب منطقه دشت میان‌آب شوشتر از طریق کنترل نهر باستانی داریون به حساب می‌آمد، اما درحال حاضر تخریب آن به حدی است که درحال نابودی است.
طبق گفته رئیس وقت پایگاه سازه‌های آبی شوشتر، گزارش تخریب از عوامل انسانی در دوره پهلوی اول در دست داریم اما پس از آن عدم رسیدگی و توجه به این بنا ازجمله انجام نشدن طرح مطالعات و سامان‌دهی این قلعه به منظور شروع عملیات حفاظت و مرمت، خود نوعی دخالت در تخریب محسوب می‌شود.

### ایجاد تغییر و تخریب نهر داریون
نهر باستانی داریون که از آثار دروه داریوش هخامنشی است، از تخریب و تغییرهای غیراصولی در امان نمانده است. این کانال باستانی، در ابتدای دهه ۸۰ خورشیدی با بتن پوشانده شد تا شمایل باستانی خود را از دست بدهد. همچنین بخشی از آبراهه باستانی داریون که در زیر قلعه سلاسل جریان داشته توسط وزارت نیرو با بتن پوشانده شده و در کنار آن پمپ نصب شده است.

## نگارخانه

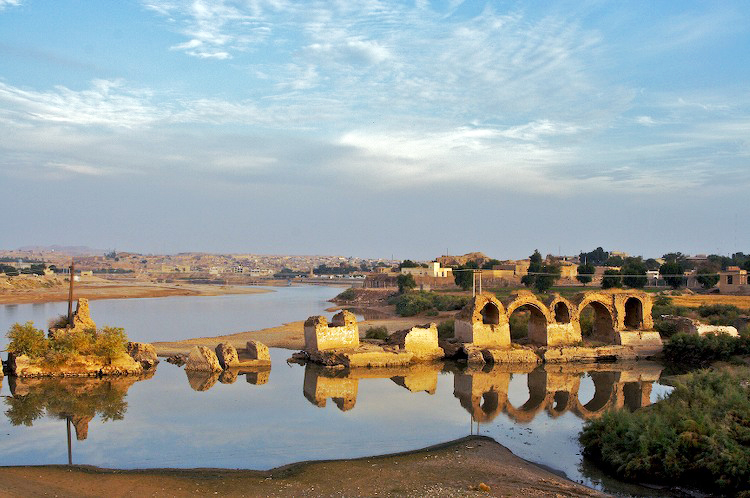
پل بند شادروان
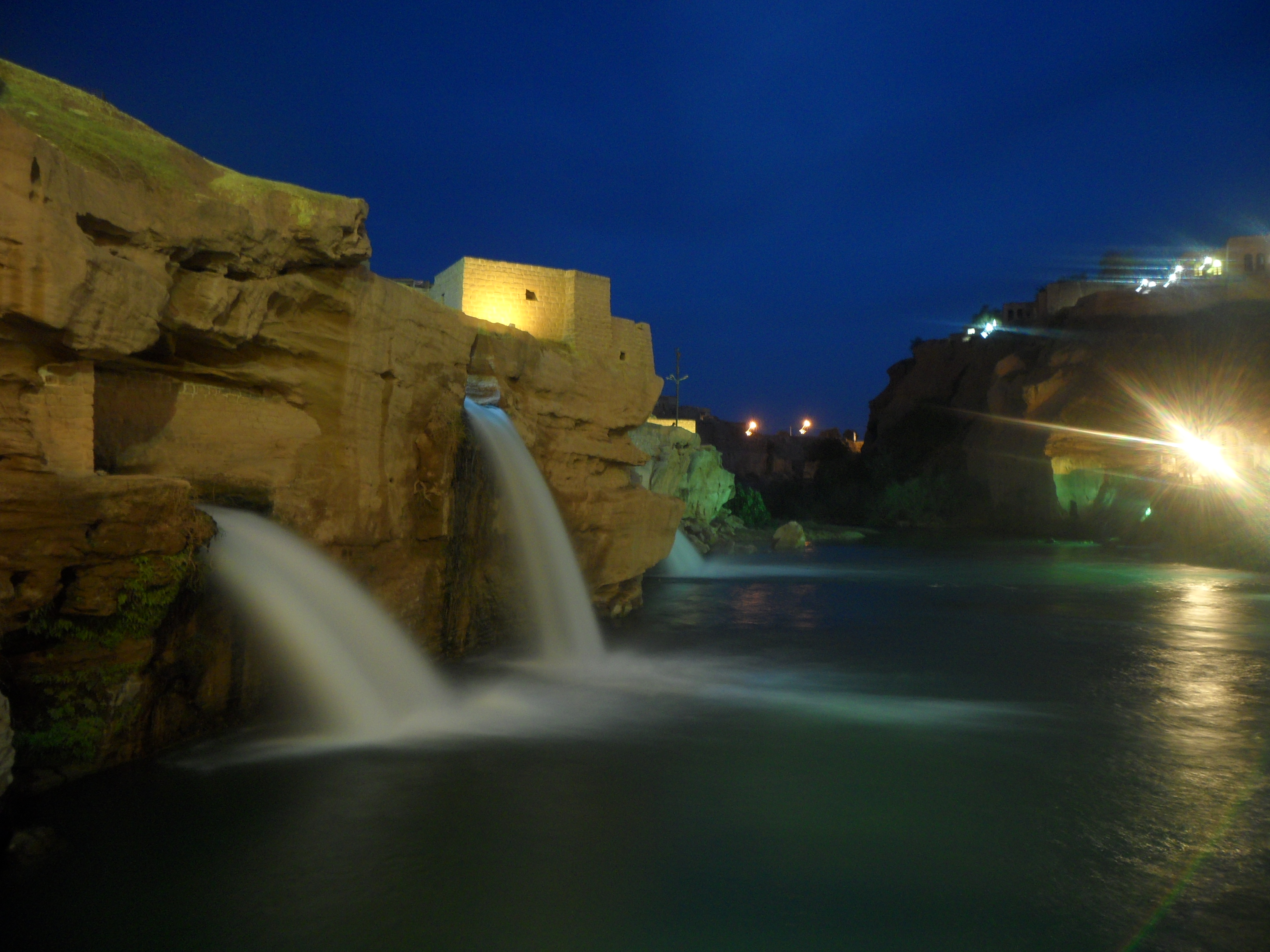
مجموعه آبشارها و آسیابهای آبی
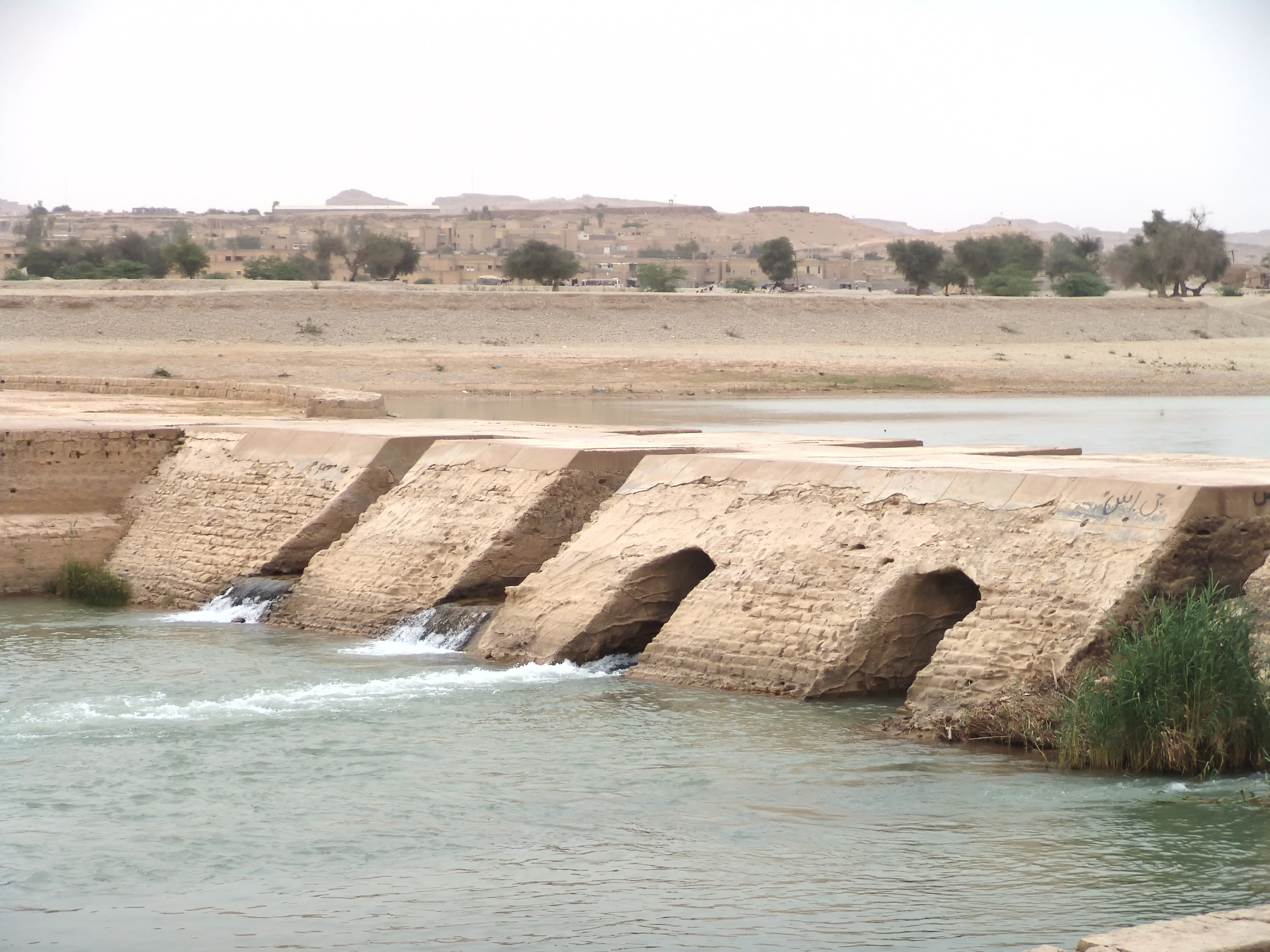
بند میزان
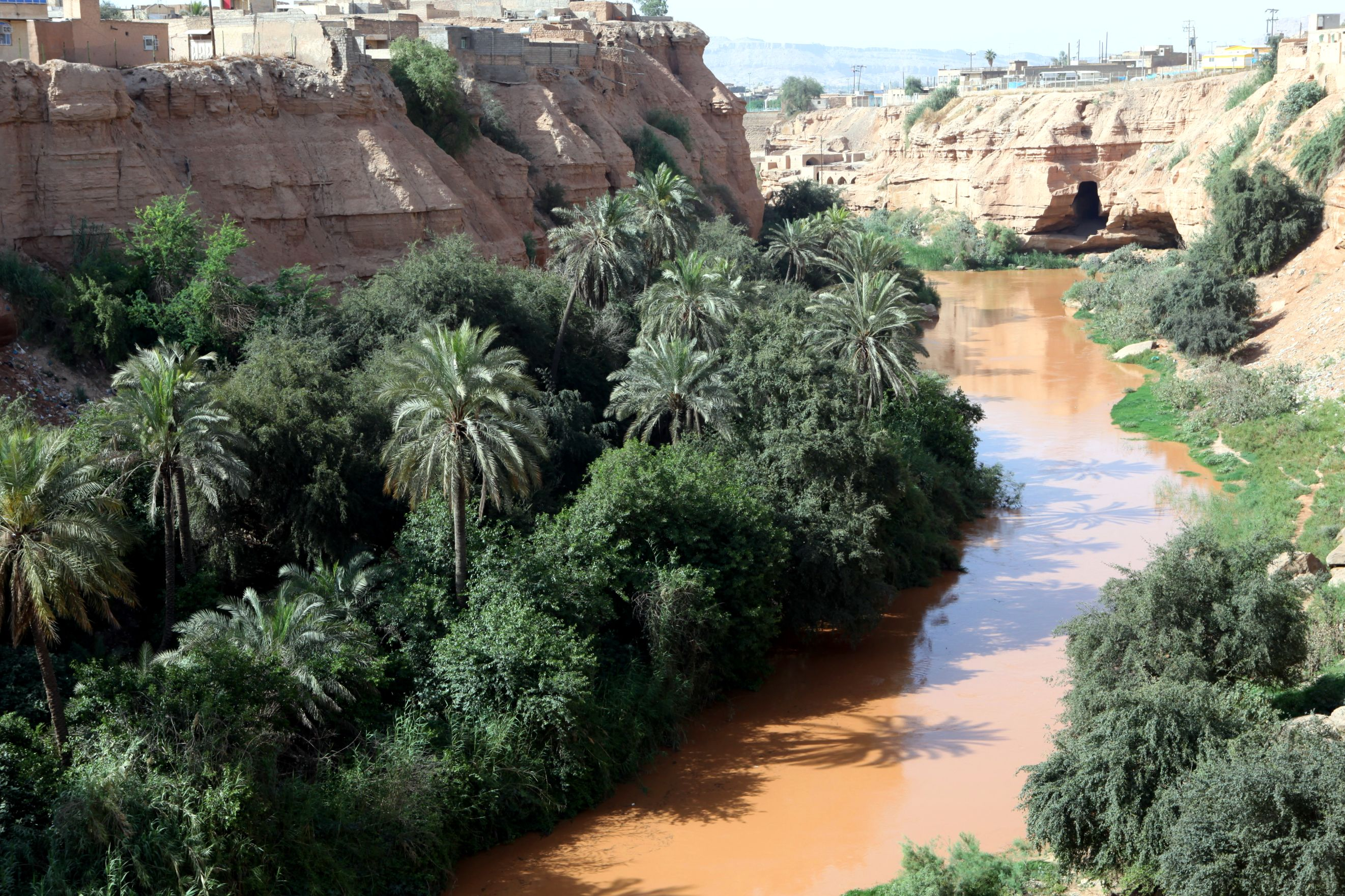
رودخانه دست کند گرگر، ساخته شده در دوره هخامنشی
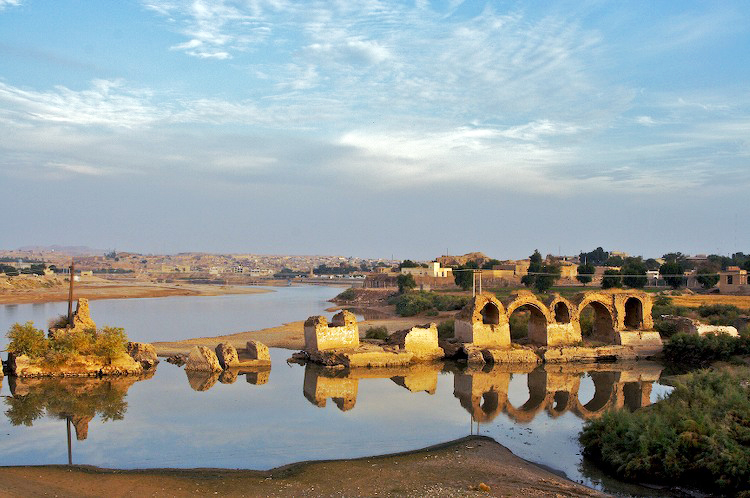
پل بند شادروان
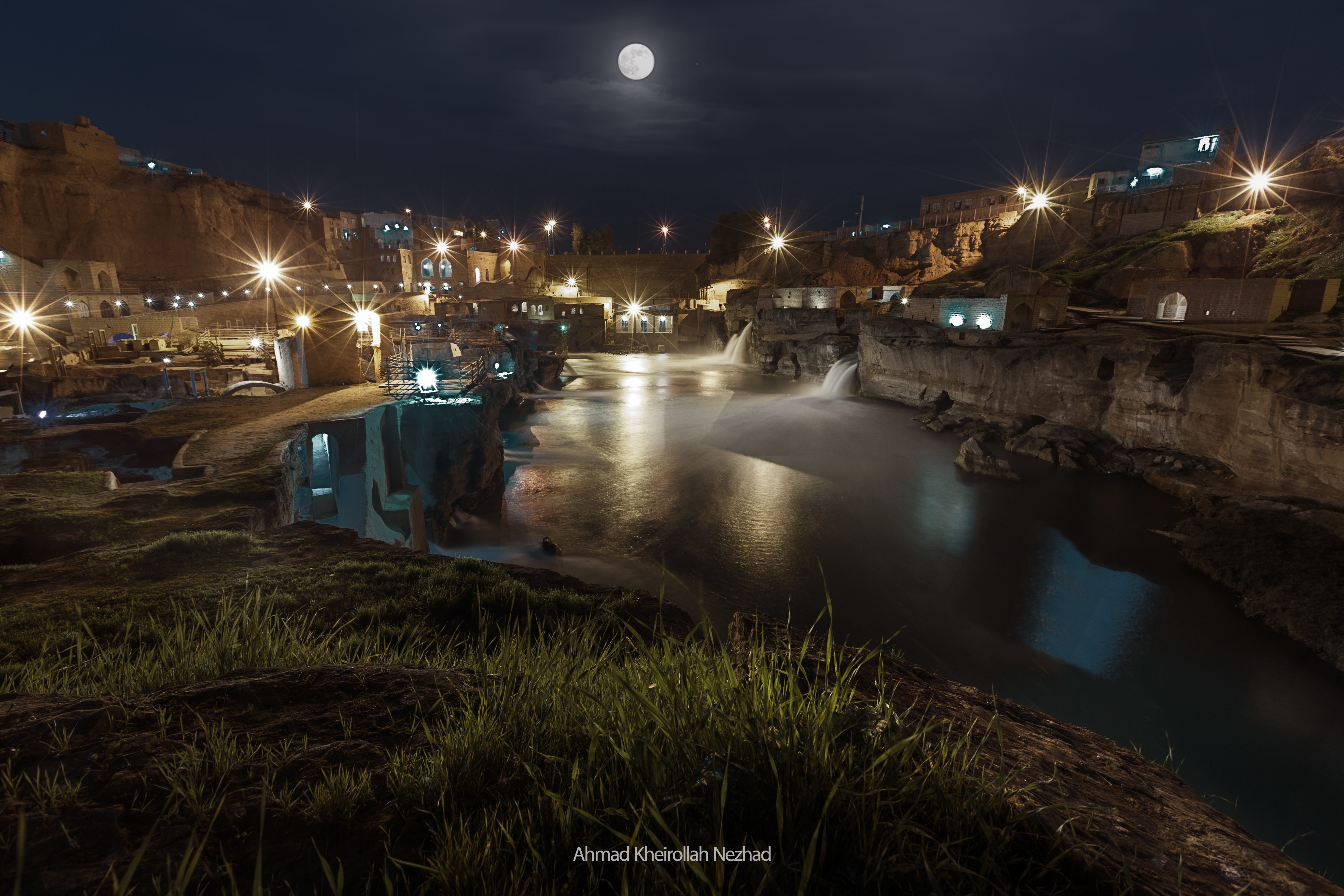
مجموعه آبشارها و آسیابهای آبی در شب